# J.A. Hansen (fagforeningsmand)
 Der er flere personer med dette navn, se J.A. Hansen (flertydig).
Jacob Anton Hansen (8. oktober 1867 i Alminde, Landet - 8. juli 1926 i København) var en dansk fagforeningsmand, der var forbundsformand for Dansk Smede- og Maskinarbejderforbund, nu Dansk Metal, fra 1899 til sin død.
Søn af husmand Hans Jacobsen og Diderikke Mortensdatter. Gift i København den 29. april 1890 med Else Marie Hansen.